# Tętniak rozwarstwiający
Tętniak rozwarstwiający (łac. aneurysma dissecans; ang. dissecting aneurysm) – przerwanie ciągłości błony wewnętrznej, które prowadzi do przedostania się krwi pomiędzy warstwy naczynia i wytworzenia dodatkowego patologicznego kanału w ścianie naczynia. Występuje najczęściej w aorcie. Powstaje na skutek dużego nadciśnienia lub wad w budowie ściany naczynia (zespół Marfana). Pęknięciu ulega błona wewnętrzna naczynia, która odwarstwia się od reszty ściany. Rozwarstwienie poszerza się w kierunku przepływu krwi. Rozwarstwianie może ulec zatrzymaniu, może przebić ścianę naczynia na zewnątrz powodując zgon, może również przebić się z powrotem do światła tętnicy. Na skutek rozwarstwienia w naczyniu powstają dwa kanały przepływu krwi: pierwotny – prawdziwy oraz nowy – rzekomy.
W przypadku tętniaków rozwarstwiających aorty piersiowej wyróżniamy dwa typy: 
- typ I – miejsce pęknięcia pojawia się w okolicy zastawek półksiężycowatych
- typ II – powstaje w cieśni aorty poniżej odejścia tętnicy podobojczykowej

W aorcie brzusznej tętniaki rozwarstwiające pojawiają się najczęściej poniżej odejścia tętnic nerkowych. Niekiedy tętniak obejmuje całą aortę – nazywamy go wtedy tętniakiem rozwarstwiającym piersiowo-brzusznym.

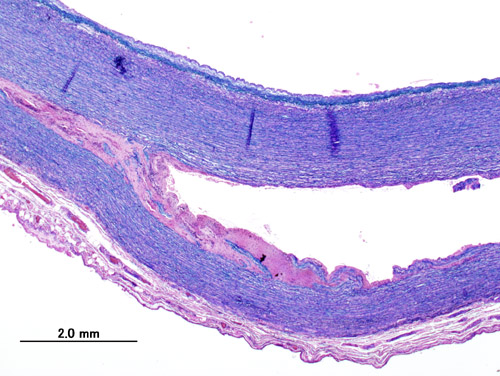
Obraz histopatologiczny tętniaka rozwarstwiającego aorty piersiowej